# Point (chimie)
Pour les articles homonymes, voir Point.
Cet article court présente un sujet plus développé dans : Radical (chimie).
Un point placé en position supérieure devant ou derrière le symbole d'une espèce chimique représente un ou des électrons non appariés (l'espèce chimique est alors un radical). On le note « • », « ° » ou « * ». Exemple : •OH, °OH, *OH, OH•, OH° ou OH* (à l'oral on dit « OH point »).
À noter que cette notation des radicaux évite la confusion avec le point médian « · » utilisé dans la formule chimique d'un hydrate tel que CuSO4 · 5 H2O.